# Makbule Çeço
Makbule Xhezo Çeço (ur. 21 lipca 1948 we wsi Shkozët k. Durrësu) – albańska polityk i prawnik, wicepremier i minister pracy i polityki społecznej (1999-2001).

## Życiorys
W latach 1966-1970 odbyła studia na wydziale nauk polityczno-prawnych Uniwersytetu Tirańskiego. Po studiach prowadziła zajęcia dla studentów na macierzystym wydziale. W 1989 objęła stanowisko dyrektora departamentu szkolnictwa wyższego w ministerstwie edukacji. W latach 1990–1992 kontynuowała studia prawnicze uzyskując dyplom adwokata. Rok później powróciła do pracy na wydziale prawnym Uniwersytetu Tirańskiego, w tym czasie prowadziła zajęcia z prawa publicznego. W latach 1996-1997 zasiadała w radzie miejskiej Tirany. W 1999 obroniła pracę doktorską, a w 2015 uzyskała tytuł profesora. Od 2014 wykłada w Tirana Business University College. Została uhonorowana tytułem doktora honoris causa International Law and Humanity of Academy of Universal Global Peace.

## Kariera polityczna
W 1991 należała do grona założycieli Socjalistycznej Partii Albanii, od 1992 tworzyła Forum Kobiet działające w obrębie partii. W latach 1993–1996 pozostawała bez pracy. Od 1996 pełniła funkcję członkini rady miejskiej Tirany. Do 1999 kierowała prefekturą Tirany. W 1999 była jedną z kandydatek do objęcia funkcji premiera, ostatecznie objęła stanowisko wicepremiera i ministra pracy w gabinecie Ilira Mety (była pierwszą w historii Albanii kobietą-wicepremierem). Od wyborów 2001 reprezentowała partię socjalistyczną w parlamencie albańskim, pełniąc zarazem funkcję wiceprzewodniczącej Izby. Od 2009 członkini Prawdziwej Partii Socjalistycznej 91 (Partia Socialiste të Vërtetë 91).

## Publikacje
- 1987: Organizimi dhe drejtimi politik i shoqërisë në socializëm